# Typhonia ochthopsamma
Typhonia ochthopsamma is een vlinder uit de familie van de zakjesdragers (Psychidae). De wetenschappelijke naam van de soort is, als Melasina ochthopsamma, voor het eerst geldig gepubliceerd in 1934 door Edward Meyrick. De combinatie in Typhonia werd in 2011 door Sobczyk gemaakt.

## Type
- type: niet gespecificeerd
- instituut: MRAC, Tervuren, België
- typelocatie: "Democratic Republic Congo, Lubumbashi (Elisabethville)"